# کارلوس مونزون
کارلوس مونزون (اسپانیایی: Carlos Monzón‎; ۷ اوت ۱۹۴۲ – ۸ ژانویهٔ ۱۹۹۵) بوکسور اهل آرژانتین بود.